# Udvikling (tidsskrift)
 Denne artikel omhandler tidsskriftet "Udvikling". Opslagsordet har også en anden betydning, se Udvikling.
Udvikling, Tidsskrift om udviklingshæmmede blev startet i 1990 af Svend Petersen, Hans Christian Hansen, Tom Juul Hansen og Henning Jahn. Udkommer fire gange årligt med artikler om arbejdet for udviklingshæmmede. Fra 1. januar 2004 er Udvikling fusioneret med Forstandergruppen, der fra 2006 har skiftet navn til Socialt Lederforum. Dermed er tidsskriftet Udvikling, Forlaget Udvikling og Socialt Lederforum integreret i samme forening.

## Redaktør af Udvikling
- 1990 – 1991 Henning Jahn
- 1991 – 1996 Hans Christian Hansen
- 1996 – 2001 Henning Jahn
- 2001 – 2012 Hans Christian Hansen

| Anime eller manga | Spire Denne artikel om medie og kommunikation er en spire som bør udbygges. Du er velkommen til at hjælpe Wikipedia ved at udvide den. |